# Анна Комнина (царица Грузии)
А́нна Комнина́ (груз. ანა კომნენოსი, греч. Άννα Μεγάλη Κομνηνή; 6 апреля 1357, Трапезунд, Трапезундская империя — после 30 ноября 1406) — вторая жена царя Баграта V, в замужестве царица Грузии с 1367 по 1393 год. Представительница дома Великих Комнинов, императоров Трапезунда. Мать грузинского царя Константина I.

## Биография

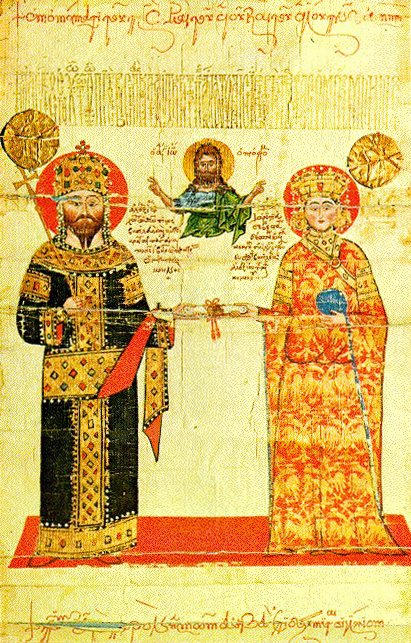
Алексей III и Феодора, родители Анны Комниной

Анна родилась в Трапезунде 6 апреля 1357 года, накануне Страстной Пятницы. Она была первым ребёнком и старшей дочерью в семье императора Алексея III Великого Комнина и императрицы Феодоры из рода Кантакузинов. Кроме неё у родителей были два сына — Василий и Мануил и три дочери — Евдокия, Мария и ещё одна, неизвестная по имени. Все три сестры Анны были выданы замуж за правителей тюркских государств, исповедовавших ислам. У цесаревны был также единокровный брат по имени Андроник, родившийся от связи императора с неизвестной по имени фавориткой.
В апреле 1362 года послы Трапезундской империи во главе с великим логофетом Георгием и протонотарием и севастом Михаилом Панаретом отправились в Константинополь, чтобы обсудить обручение цесаревны с Андроником Палеологом, который впоследствии стал византийским императором под именем Андроника IV. По неизвестным причинам обручение не состоялось.
В июне 1367 года десятилетняя цесаревна стала второй женой грузинского царя Баграта V, также известного под именем Баграта Великого. Первая жена царя, царица Елена умерла в 1366 году во время эпидемии чумы, оставив ему по себе двух сыновей. В Грузинское царство Анну сопровождали сам император и её бабка по отцовской линии Ирина Трапезундская.
Около 1369 года у Анны и Баграта V родился первенец — сын Константин. В 1407 году он наследовал бездетному единокровному брату Георгию VII и стал грузинским царём под именем Константина I. По мнению некоторых исследователей, у царской четы были ещё два ребенка —  сын Давид и дочь Улумпия.
В конце осени 1386 года огромная армия под командованием Тамерлана, эмира Турана вторглась на территорию Грузинского царства и осадила Тбилиси. 22 ноября 1386 года, после полугодовой осады, город был взят. Тамерлан выполнил обещание и сохранил жизнь Баграту, Анне и их сыну Давиду. Неизвестно приняла ли царица в плену ислам, как это сделал её муж. Когда царская чета смогла избавиться от плена и вернуться в Грузинское царство, оба супруга продолжили исповедовать христианство. Баграт V умер в 1393 году. Анна — после 1406 года.